# Polystachya melanantha
Polystachya melanantha är en orkidéart som beskrevs av Rudolf Schlechter. Polystachya melanantha ingår i släktet Polystachya och familjen orkidéer. Inga underarter finns listade i Catalogue of Life.